# Patrick Kurth

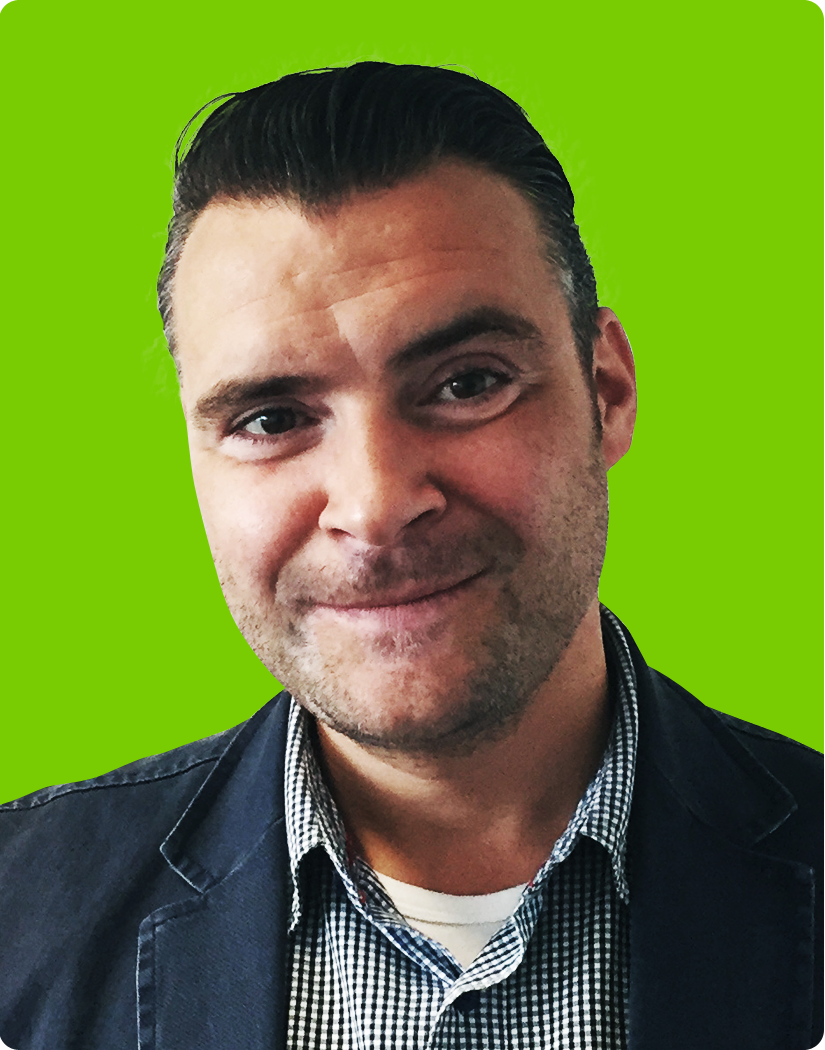
Patrick Kurth (2017)

Patrick Kurth (* 6. Oktober 1976 in Sondershausen)  ist ein deutscher Politiker (FDP), Politikberater und Lobbyist. Er war von 2009 bis 2013 Mitglied des Deutschen Bundestages.

## Werdegang
Kurth absolvierte sein Abitur 1995. Seinen Wehrdienst leistete er in Diez, Günzburg und Ulm. Kurth ist Stabsunteroffizier der Reserve. Seit 1996 studierte er Politikwissenschaft, Rechtswissenschaft und Neuere Geschichte an der Friedrich-Schiller-Universität Jena. In dieser Zeit wurde er Mitglied der Burschenschaft Germania Jena. Er schloss sein Studium 2002 als Magister Artium ab und wurde anschließend Referent im Büro des Bundestagsabgeordneten Karlheinz Guttmacher.

## Partei
Kurth leitete den Landesfachausschuss Innen, Justiz, Bundes- und Europapolitik des FDP-Landesverbands Thüringen. Außerdem gehört er dem Bundesfachausschuss „Internationale Politik“ sowie der Internet- und Medienkommission der FDP-Bundespartei an. Von 2003 bis 2010 war er leitender Redakteur von Thüringen Liberal, der Zeitschrift der FDP Thüringen, von 2004 bis 2009 war er darüber hinaus Pressesprecher der FDP Thüringen.  Als Direktkandidat kandidierte er im Jahr 2004 in seiner Heimatstadt Sondershausen für ein Landtagsmandat. Ab dem 4. September 2004 war Kurth Generalsekretär der FDP Thüringen.  Er trat bei einem Parteitag am 22. November 2014 als dienstältester Generalsekretär Deutschlands nicht mehr an.

## Abgeordneter
Zur Bundestagswahl 2005 trat Kurth als Direktkandidat im Bundestagswahlkreis Erfurt – Weimar – Weimarer Land II an. Auf der FDP-Landesliste stand er auf Platz 3 und verpasste damit den Einzug in den Deutschen Bundestag, rückte jedoch am 29. September 2009 für Uwe Barth nach (dieser wechselte in den Landtag); der Inhaber von Listenplatz 2, Lutz Recknagel, verzichtete angesichts seiner Mitgliedschaft im Thüringer Landtag auf die Mitgliedschaft im Bundestag.
Zur Bundestagswahl 2009 trat Kurth als Direktkandidat im Bundestagswahlkreis Kyffhäuserkreis – Sömmerda – Weimarer Land I sowie auf Platz 1 der FDP-Landesliste an. In den Bundestag zog er über die Landesliste ein. Im 17. Deutschen Bundestag war er ordentliches Mitglied im Auswärtigen Ausschuss sowie im Ausschuss für Kultur und Medien. Außerdem war er stellvertretendes Mitglied im Innenausschuss und im Unterausschuss für Auswärtige Kultur- und Bildungspolitik. Seit Januar 2012 war Kurth überdies stellvertretendes Mitglied im Untersuchungsausschuss zum Thema Rechtsterrorismus. Kurth gehörte der Deutsch-Russischen und Deutsch-Ukrainischen Parlamentariergruppe, der Parlamentariergruppe ASEAN und der Parlamentariergruppe Schienenverkehr an. Seit 2011 war er außerdem Mitglied der Parlamentariergruppe Luft- und Raumfahrt. Überdies war er Mitglied der Sportgemeinschaft Deutscher Bundestag und spielte in der Fußballmannschaft des FC Bundestag. In der FDP-Bundestagsfraktion war Patrick Kurth Sprecher für Aufbau Ost.
Bei der Bundestagswahl 2013 kandidierte er erneut für ein Direktmandat in seinem Wahlkreis und als Spitzenkandidat der FDP in Thüringen, verfehlte jedoch den Wiedereinzug in den Bundestag, da die FDP an der Fünf-Prozent-Hürde scheiterte.
Am 7. Dezember 2013 wurde Kurth in den Bundesvorstand der FDP gewählt.
Am 13. Juni 2021 kandidierte Kurth bei der Aufstellung der Thüringer Landesliste für die Bundestagswahl 2021 als Spitzenkandidat, konnte sich jedoch mit 17,52 % der Stimmen nicht gegen Gerald Ullrich durchsetzen. 

## Beruflich
Nach seinem Abschied aus dem Deutschen Bundestag im Oktober 2013 übernahm Kurth im November 2013 die Repräsentanz des Meinungsforschungsinstituts INSA in Berlin. Kurze Zeit später wurde er zudem Partner bei der Politikberatung dicomm advisors  und baute die Beratungsagentur cc:KONSULTANT auf. Im März 2015 stieg er beim Fernbus-Betreiber MeinFernbus FlixBus ein und verantwortete für das Unternehmen den Bereich Politik. Heute leitet Kurth für die Flix SE den Politikbereich für FlixBus und FlixTrain.

## Mitgliedschaften
- Fachjury für das Freiheits- und Einheitsdenkmal
- Sportgemeinschaft Deutscher Bundestag, Vorsitzender (seit 2022)[3]
- stellv. Mitglied im Stiftungsbeirat der Stiftung Flucht, Vertreibung, Versöhnung
- stellv. Mitglied im Programmbeirat für Briefmarken
- Deutscher Journalistenverband
- Gründungsmitglied Bund Deutscher Pressesprecher
- Alleenschutzgemeinschaft e. V.
- Förderverein des Instituts für Politikwissenschaft der FSU Jena e. V.
- Verein für Thüringische Geschichte e. V
- Bund der Steuerzahler Thüringen e. V.
- Liberaler Mittelstand Mittelthüringen
- Junge Liberale Thüringen